# Carl August Lundström
Carl August Lundström, född 24 juli 1844 i Karleby, död 21 november 1914 i Helsingfors, var en finländsk läkare och entomolog.
Lundström blev medicine och kirurgie doktor 1886. Han anställdes på patologiska institutionen, där han bland annat till följd av koleraepidemin 1893 och 1894 höll demonstrationskurser om kolerabakterien Vibrio cholerae. Han räknas därmed till bakteriologins föregångsmän i Finland, trots att den första professuren i detta ämne inrättades först 1911. Åren 1896–1903 var Lundström tillförordnad extra ordinarie professor i hud- och könssjukdomar vid Helsingfors universitet, men blev utnämnd till professor först 1904 efter sin avgång.
Efter pensioneringen detta år återupptog Lundström sitt intresse för naturen och speciellt insekterna. Hans entomologiska huvudarbete Beiträge zur Kenntnis der Diptheren Finnlands (10 band, 1906–1916) behandlar Finlands tvåvingar.